# Belly of the Sun
 Belly of the Sun è un album della cantante jazz Cassandra Wilson pubblicato nel 2002 e raggiunge la top five nella classifica Jazz Albums.

## Tracce
1. The Weight – 06:05 (Robbie Robertson)
2. Justice –  05:25 (Cassandra Wilson)
3. Darkness on the delta – 03:47 (Livingston, Neiburg, Symes)
4. Waters of March – 04:26 (Antônio Carlos Jobim)
5. You Gotta Move - 02:43 (Mississippi Fred McDowell)
6. Only a Dream in Rio 04:31  (James Taylor)
7. Just another parade – 06:05  (Jimmy Webb)
8. Wichita Lineman – 05:47  (E. James, R. Johnson)
9. Shelter from the Storm – 05:16  (Bob Dylan)
10. Drunks as Cooter Brown – 04:56  (Cassandra Wilson)
11. Show Me a Love – 03:49 (Cassandra Wilson, Jesse Robinson)
12. Road so clear – 05:19 (Rhonda Richmond)
13. Hot Tamales – 01:42 (Robert Johnson)

## Formazione
- Cassandra Wilson – voce e chitarra
- Marvin Sewell – chitarra elettrica e acustica ( In tutti i brani tranne 11)
- Kevin Breit – chitarra elettrica, mandolino
- Mark Peterson – basso acustico ed elettrico
- Cyro Baptista – percussioni
- Jeffrey Haynes – percussioni
- Xavyon Jamison – batteria
- Boogaloo Ames – piano (nel brano 3)
- Olu Dara – tromba (nel brano 12)
- Rhonda Richmond – voce (nel brano 5 e 12)
- Patrice Moncell, Jewell Bass, Henry Rhodes e Vasti Jackson – voci (nel brano 6)